# سوزان ريغ
سوزان ريغ (بالإنجليزية: Suzanne Rigg) هي عداءة المسافات الطويلة بريطانية، ولدت في 29 نوفمبر 1963 في إسيكس في الولايات المتحدة.

## وصلات خارجية
- سوزان ريغ على موقع الاتحاد الدولي لألعاب القوى (الإنجليزية)
- سوزان ريغ على موقع ThePowerOf10.info (الإنجليزية)
- سوزان ريغ على موقع رابطة إحصائيات سباق الطريق (الإنجليزية)
- سوزان ريغ على موقع أوليمبيديا (الإنجليزية)
- سوزان ريغ على موقع اللجنة الأولمبية البريطانية (الإنجليزية)
- سوزان ريغ على موقع اتحاد ألعاب الكومنولث (مؤرشف) (الإنجليزية)